# Josef Dvořák (malíř, 1883–1967)
Josef Dvořák (21. prosince 1883 Kameničky – 16. prosince 1967 tamtéž) byl český malíř, tkadlec a kreslič textilních vzorů, autor opony a kulis pro Kameničky, žák Antonína Slavíčka a otec akademické malířky Anny Dvořákové z Kameniček, věnoval se hlavně krajinářské tvorbě. Kromě malíře Antonína Slavíčka pobýval v Kameničkách také jeho přítel a malíř Rudolf Kremlička.

## Dílo
- opona a kulisy pro Kameničky
- 1946 Kameničky
- Krajina nad Hamry v místech přehrady Chrudimky (Městské muzeum a galerie Hlinsko)
- Partie na starém Karlštýnu za Svratkou (Městské muzeum a galerie Hlinsko)
- a další

## Sbírky
- Městské muzeum a galerie Hlinsko

## Výstavy
samostatné
- 1963 Chotěboř (s Annou Dvořákovou)
- 1993 škola, Kameničky (s Annou Dvořákovou)
- 1995 Galerie J. Jušky (s Annou Dvořákovou), Vysoké Mýto
- 2017 Josef Dvořák, Anna Dvořáková - výstava otce a dcery, Městské muzeum a galerie Hlinsko

kolektivní
- 1962 Malíři Vysočiny (s Antonínem Slavíčkem, Rudolfem Kremličkou, Františkem Kavánem, Annou Dvořákovou, aj.), Kameničky